# Gorna Gonovica
Gorna Gonovica (makedonsky: Горна Ѓоновица, albánsky: Gjonovica e Epërme) je vesnice v Severní Makedonii. Nachází se v opštině Gostivar v Položském regionu. 

## Demografie
Podle sčítání lidu z roku 2021 žije ve vesnici 40 obyvatel, z toho 39 se hlásí k albánské národnosti.  